# Осико, Вячеслав Васильевич
Вячесла́в Васи́льевич Осико́ (28 марта 1932, Ленинград — 15 ноября 2019, Москва) — советский и российский учёный, доктор физико-математических наук, специалист в области физики твердого тела и лазерных материалов, академик РАН. Руководитель Научного центра лазерных материалов и технологий Института общей физики имени А. М. Прохорова РАН с 2007 года.

## Биография
Окончил Московский химико-технологический институт (МХТИ) имени Д. И. Менделеева в 1954 году. В 1960 году защитил кандидатскую диссертацию «Люминесценция, кристаллохимическая структура и фазовый состав люминофоров системы окись цинка — двуокись кремния, активированных марганцем», в 1968 году защитил диссертацию доктора физико-математических наук.
29 декабря 1981 года избран членом-корреспондентом АН СССР по Отделению физикохимии и технологии неорганических материалов, 23 декабря 1987 года избран академиком АН СССР по Отделению общей физики и астрономии.
Похоронен в Москве на Ваганьковском кладбище.

## Основные работы
- Фианиты : Основы технологии, свойства, применение / Ю. С. Кузьминов, В. В. Осико; Рос. акад. наук. Ин-т общ. физики. — М. : Наука, 2001. — 280 с., [4] л. цв. ил. : ил.; 22 см; ISBN 5-02-002571-2
- Лазерные материалы = Laser materials : Избр. тр. / В. В. Осико; Рос. акад. наук. Ин-т общ. физики. — М. : Наука, 2002. — 493, [1] с., [1] л. портр. : ил., табл.; 22 см; ISBN 5-02-013199-7
- Тугоплавкие материалы из холодного тигля / Ю. С. Кузьминов, Е. Е. Ломонова, В. В. Осико ; Рос. акад. наук, Ин-т общ. физики им. А. М. Прохорова. — М. : Наука, 2004 (ППП Тип. Наука). — 372 с., [4] л. цв. ил. : ил., табл.; 22 см; ISBN 5-02-002820-7

## Награды
Государственные награды СССР
- лауреат Ленинской премии (1980)
- лауреат премии Совета Министров СССР (1991)
- орден Трудового Красного Знамени (1974)

Государственные награды Российской Федерации
- орден Почёта (2002)[5]
- орден Дружбы (2013)[6]

Иные награды
- Золотая медаль имени А. М. Прохорова РАН (18 сентября 2018 года)[7]
- Премия Лодиза Международной организации по росту кристаллов (1992)[8].
- Премия имени Е. С. Фёдорова РАН (2003) за цикл работ «Создание основ высокотемпературной кристаллизации»[9].